# Woldemar Friedrich
Pour les articles homonymes, voir Friedrich.
Woldemar Friedrich (né le 20 août 1846 à Gnadau, arrondissement de Calbe-sur-la-Saale, mort le 16 septembre 1910 à Berlin) est un peintre et illustrateur prussien.

## Biographie
Il devient étudiant à l'académie prussienne des arts auprès de Carl Steffeck puis va à Weimar où il est l'élève d'Arthur von Ramberg, Charles Verlat et Bernhard Plockhorst. Pendant la guerre franco-allemande de 1870, il illustre le journal Daheim, notamment les articles de Georg Hiltl (de). Après un voyage en Italie, il revient à Weimar en 1873 où il gagne sa vie comme illustrateur, décorateur et peintre de genre. En 1881, il est professeur à l'école des beaux-arts de Weimar.
En 1885, il est nommé professeur à Berlin. En 1886, grâce à l'argent d'un prix, il fait un voyage en Inde de six mois où il fait des aquarelles et des toiles.
En 1898 Woldemar Friedrich est, à la demande de Ludwig Stollwerck (de), membre du jury pour son mécénat qui comprend aussi Franz Skarbina, Emil Doepler et Bruno Schmitz.

## Livres illustrés
- Georg Hiltl (de): Der französische Krieg von 1870 und 1871 Bielefeld und Leipzig, Velhagen und Klasing, 1871
- August Gottlob Eberhard (de): Hannchen und die Küchlein. Neue Taschen-Ausgabe. 25. Auflage Leipzig, Gebhardt, (1875)
- Karl Immermann: Der Oberhof. Idylle aus dem "Münchhausen", Berlin, Grote 1875
- Goethe's Werke: Wilhelm Meisters Wanderjahre oder die Entsagenden, Band 13, Berlin, Grote'sche Verlagsbuchhandlung, 1876.
- K. Trebitz: Thiermärchen für sinnige Leser, Wolfenbüttel: Julius Zwißler Verlag 1879
- Hans von Hopfen (de): Mein Onkel Don Juan (1880)
- Woldemar Friedrich: Goethes Leben In Bildern. Nach der Biographie von G. H. Lewes. In Tuschzeichnungen von Woldemar Friedrich, Professor an der Grossherzoglichen Kunstschule in Weimar, München, Friedrich Adolf Ackermann Kunstverlag, 1885
- Julius Wolff (de): Der wilde Jäger (1887)
- Fedor von Köppen (de): Der deutsche Reichskanzler Fürst Otto von Bismarck und die Stätten seines Wirkens, Leipzig: Titze 1889.
- Carl Röchling & Richard Knötel & Woldemar Friedrich: Die Königin Luise in 50 Bildern für Jung und Alt, Paul Kittel (Hrsg.), Berlin (1896)